# 678 (فلم)
678 هو فيلم مصري من إنتاج عام 2010، تأليف وإخراج محمد دياب وإنتاج نيوسينشري للإنتاج الفني، عُرض في ديسمبر 2010، ويعتبر أول إخراج له كفيلم روائي طويل، أدى بطولته نيللي كريم، وبشرى، وماجد الكدواني، وباسم سمرة، وأحمد الفيشاوي وسوسن بدر. تتمحور حبكة الفيلم حول قضية التحرش الجنسي في مصر من خلال قصص واقعية. العرض الأول للفيلم كان في مهرجان دبي السينمائي الدولي.

## قصة الفيلم
اتخذ الفيلم من رقم أحد الأتوبيسات، 678، اسماً له؛ لكونه مسرحا تتعرّض فيه إحدى البطلات للتحرّش الدائم بالاحتكاك المتعمد. ويُعالج الفيلم قضية التحرش الجنسي، وطرحه قصص ثلاث نساء مِن طبقات اجتماعية مختلفة؛ هن: فايزة، ونيللي، وصبا اللاتي يُواجِهن المشكلة نفسها. يتبع الفيلم النسوة الثلاثة المحبطات ويسجل فتور السلطات إزاء مطالبهن
«نيللي» (ناهد السباعي) فتاة متوسطة الحال، تضرب مَن حاول لمسها في الشارع، في أثناء نزولها من سيارة خطيبها متجهة إلى باب المبنى الذي تسكنه؛ لتقوم بعدها برحلة مواجهة مع المجتمع؛ لإصرارها على رفع دعوى قضائية تحت عنوان «التحرش».
«صبا» (نيللي كريم)، الفتاة الثرية، تخسر زوجها نتيجة حادثة تحرّش بها في ميدان عام، بعد مباراة لكرة القدم، وتطلب الطلاق منه لتخلّيه عنها عقب تعرّضها للتحرّش؛ وهو ما أدّى إلى خسارتها جنينها جرّاء تداعيات الحادث.
لكن «صبا» تحوّل غضبها إلى حراك اجتماعي؛ فأسست جمعية تُطالِب بالتصدّي للتحرّش؛ لتحوّل الأضواء إلى هذه القضية، على الرغم من رفض المجتمع الاعتراف بها.
«فايزة» (بشرى)، هي زوجة شابة محافظة، فقيرة مضطرة لاستخدام الحافلة، تضطر على طعن أحد المتحرّشين بها في منطقة حسّاسة، في محاولة منها للدفاع عن نفسها، في ظل الصمت المفروض عليها لدواعٍ اجتماعية، بعد أن شجعتها الناشطة «صبا».
يسعي رجل المباحث عصام (ماجد الكدواني) لكشف غموض إصابة عدة رجال في حافلات النقل، ويطالب بوجود مخبر في كل أتوبيس لمعرفة أسباب هذه الطعنات.

## طاقم التمثيل
| الممثل        | الدور               |
| ------------- | ------------------- |
| بشرى          | فايزة               |
| نيللي كريم    | صبا                 |
| ماجد الكدواني | عصام - ضابط المباحث |
| باسم سمرة     | عادل                |
| أحمد الفيشاوي | شريف                |
| ناهد السباعي  | نيللي               |
| سوسن بدر      | والدة نيللي         |
| عمر السعيد    | عمر                 |
| يارا جبران    | أمينة               |
| معتز الدمرداش | بشخصيته الحقيقية    |
| مروة مهران    | ماجدة زوجة عصام     |
| بيومي فؤاد    | أمين شرطة           |
| كريم كوجاك    | مدير نيللي          |
| محمد علي رزق  |                     |

## انتقادات وأصداء
في الأيام الأولى لعرض الفيلم بدأت الشركة المنتجة بإرسال العديد من رسائل خدمة الرسالة القصيرة إلى الهواتف المحمولة بطريقة عشوائية تلقى فيها الضوء على اضرار التحرش وتطرح من خلالها بعض الاحصائيات الهامة عن نسب التحرش الجنسي في مصر.
قدمت رابطة العدالة الاجتماعية لحقوق الإنسان دعوى إلى النائب العام، تطالب فيها برفع فيلم 678 من دور السينما ومنع عرضه، لكونه «يشجع النساء على استخدام أسلحة حادة لمهاجمة المتحرشين بهم جنسيا، بدلا من اللجوء للنظام القضائي لحماية حقوقهن». انتقدت الشبكة العربية لمعلومات حقوق الإنسان هذه الدعوى.
قدم أمين عام الشكاوى والمقترحات في جمعية العدالة الاجتماعية بشكوى وصفت فيها الفيلم بأنه «جارح ويسيء لسمعة مصر في الخارج»، ولأنه يعمم ويحشر الرجال في خانة واحدة.
انتقد تامر حسني الفيلم لاعتباره أنه قد أساء إلى بعض أغانيه، حيث احتوت إعلانات الفيلم على مشهد تحرش جنسي في الشارع، استخدم فيه جزء من أغنيته «أجمل حاجة بحبها فيكي».

## جوائز
| اسم المهرجان                                               | الجائزة                                                                                                   |
| ---------------------------------------------------------- | --- |
| مهرجان جمعية الفيلم السنوي للسينما المصرية، 2010 - 2011:   | - جائزة العمل الأول في الإخراج- محمد دياب عن فيلم 678. - جائزة ممثل الدور الأول-ماجد الكدواني عن فيلم 678 |
| مهرجان دبي السينمائي الدولي في دورته السابعة، 2010:        | - بشرى، جائزة أحسن ممثلة. - ماجد الكدواني جائزة أحسن ممثل.                                                |
| مهرجان شيكاغو السينمائي الدولي السابع والأربعين، 2011.     | - جائزة الهوجو الفضى لأفضل فيلم - جائزة أفضل ممثل لماجد الكدواني.                                         |
| مهرجان خريبكة السينمائي للأفلام الأفريقية الدورة 14، 2011: | جائزة "عصمان سامبين"، وهي جائزة أفضل فيلم. جائزة أحسن دور نسائي مساعد لناهد السباعي.                      |
| مهرجان سيدني للفيلم، 2011:                                 | جائزة ثاني أفضل فيلم.                                                                                     |
| مهرجان تاورمينا بجزيرة صقلية بإيطاليا، 2011:               | جائزة كامبوس.                                                                                             |
| مهرجان هارتلاند في أمريكا                                  | الجائزة الكبرى ب100 ألف دولار، التي تبرع محمد دياب ب25٪ من قيمتها للآجئين السورين.                        |
| مهرجان قرطبة بإسبانيا.                                     | جائزة الجمهور                                                                                             |
| مهرجان مالموا في السويد                                    | أحسن ممثلة لنيللي كريم.                                                                                   |
| مهرجان كولون في ألمانيا.                                   | جائزة الجمهور                                                                                             |

## وصلات خارجية
- مقالات تستعمل روابط فنية بلا صلة مع ويكي بيانات